# Hôtel-Dieu de Louhans
L'Hôtel-Dieu de Louhans est un établissement hospitalier construit entre 1682 et 1686 à Louhans en Saône-et-Loire. 
Jusqu'à sa fermeture en 1977, les religieuses de l’ordre de Sainte-Marthe ont assuré les soins des malades.
Il accueille depuis mars 2013 le musée des sourds, consacré largement à Ferdinand Berthier natif de Louhans.

## Histoire

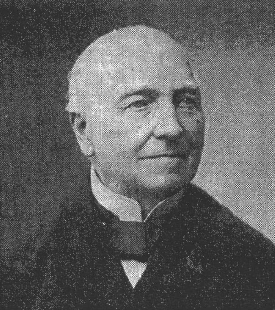
Ferdinand Berthier, qui voua sa vie aux sourds et dont l'hôtel-Dieu de Louhans conserve le souvenir.

L'établissement, remarquablement préservé, est principalement composé de :
- deux salles de malades à lits clos, l'une pour les hommes (à lits de bois) et l'autre pour les femmes (à lits de fer ou de fonte permettant d'éviter les punaises), séparées par une grille de fer forgé ;
- d'une chapelle (non destinée aux malades mais aux sœurs) ;
- d'une apothicairerie comptant une riche collection de vases de faïence hispano-mauresques des XVe et XVIe siècles, unique en Europe[réf. souhaitée].

L'hôtel-dieu dispose de salles « annexes » : réfectoire des sœurs, cuisine, lingerie, chambres des sœurs...
L'Hôtel-Dieu est aujourd'hui le musée de la culture sourde. Il fait l’objet d’un classement au titre des monuments historiques depuis le 20 mai 1964.

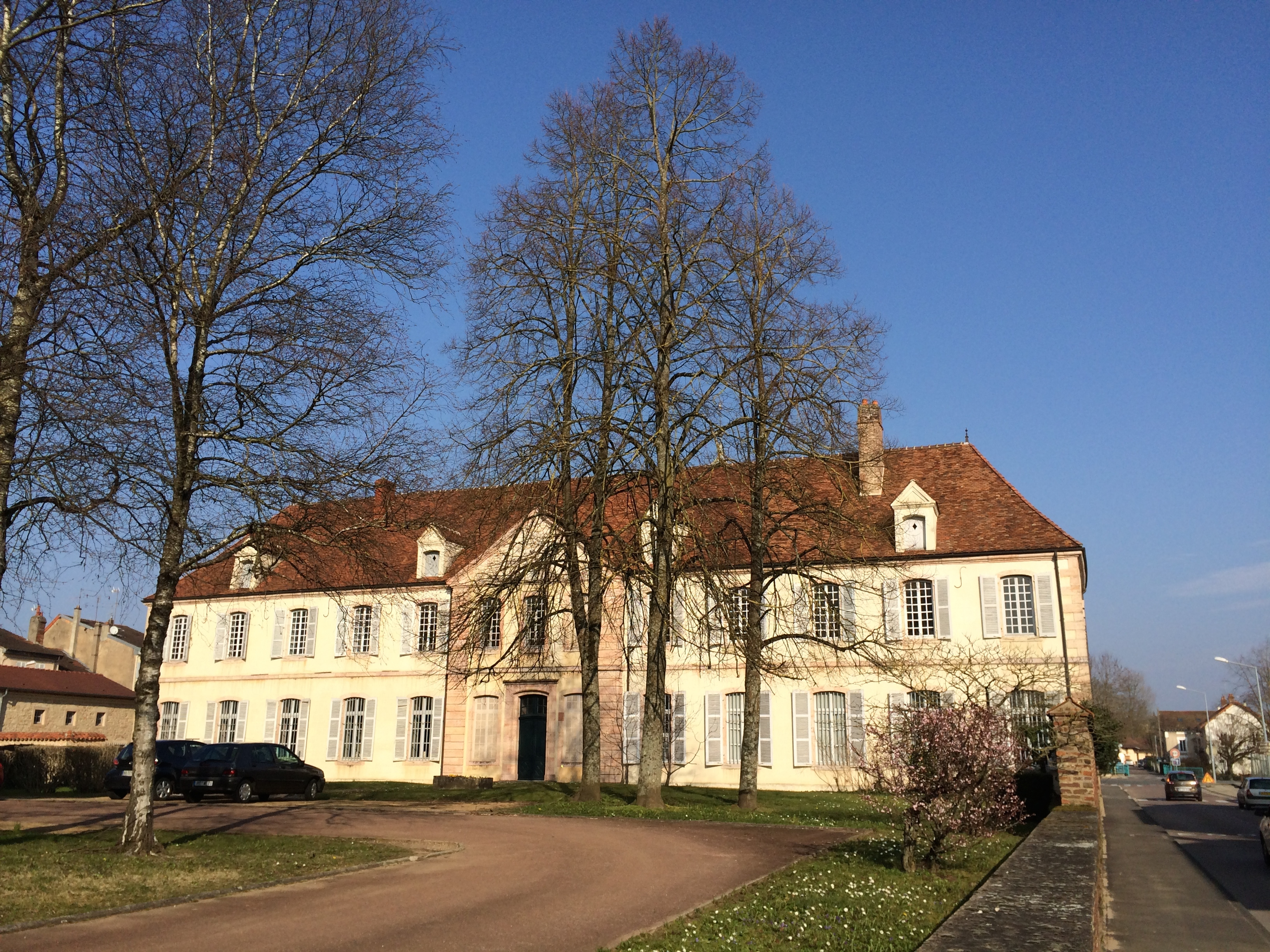
Façade ouest
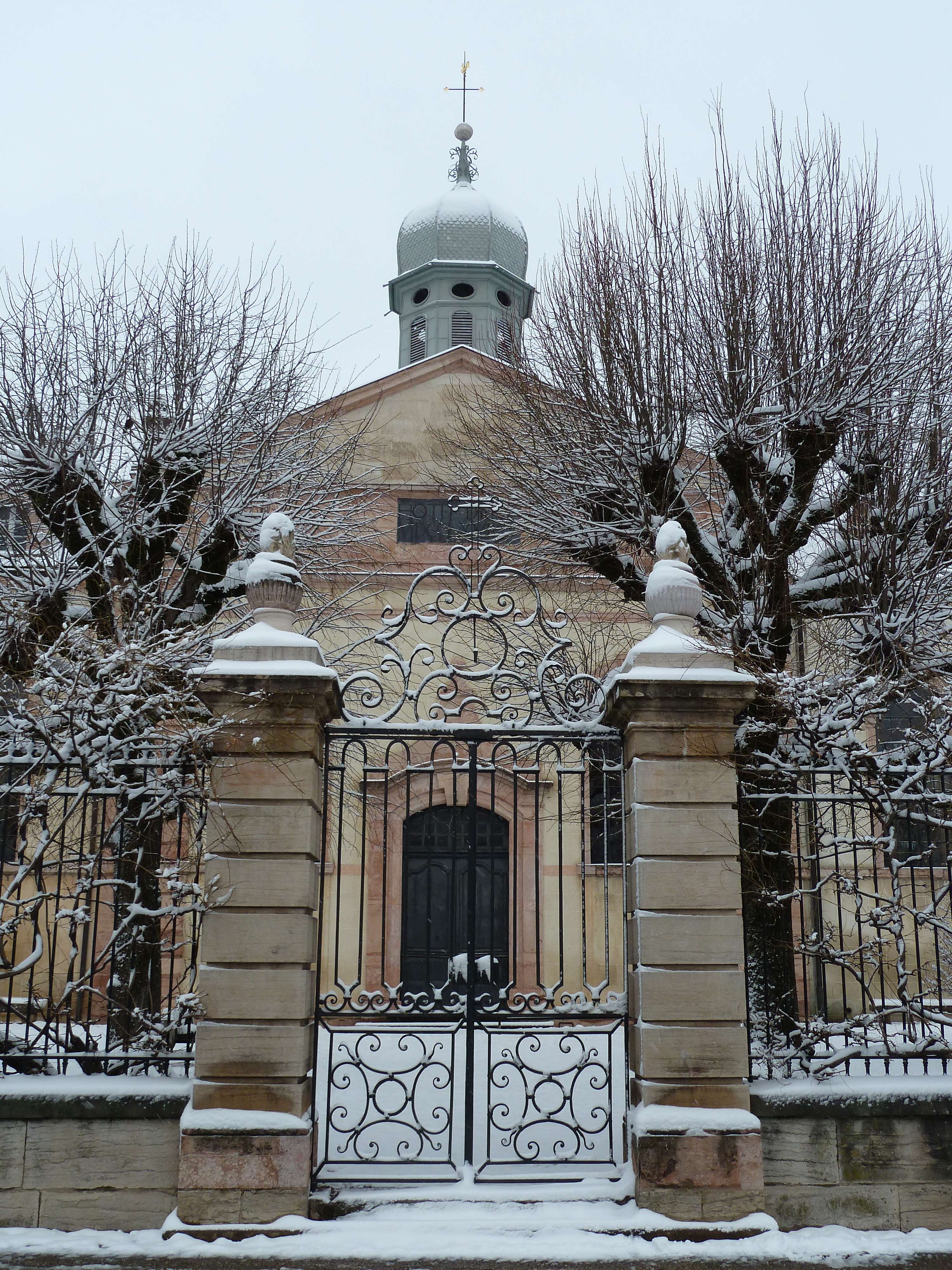

## Utilisation dans la culture
- En février 2019, L'Hôtel-Dieu de Louhans apparaît dans le court-métrage Mal Caduc diffusé sur la chaîne ARTE[3].